# Andriej Afanasjew
Andriej Igoriewicz Afanasjew (ros. Андрей Игоревич Афанасьев, ur. 15 maja 1964 w Moskwie) – rosyjski piłkarz grający na pozycji defensywnego pomocnika. W swojej karierze rozegrał 4 mecze w reprezentacji Rosji.

## Kariera klubowa
Swoją karierę piłkarską Afanasjew rozpoczął w klubie CSKA Moskwa. W 1984 roku awansował do pierwszego zespołu i w sezonie 1984 zadebiutował w nim w Wysszej Lidze. Na koniec debiutanckiego sezonu spadł z CSKA do Pierwej Ligi. W 1986 roku ponownie wywalczył awans do Wysszej Ligi, a w sezonie 1987 został z CSKA zdegradowany o klasę niżej.
W 1989 roku Afanasjew przeszedł do Torpeda Moskwa. W sezonie 1993 zdobył z zespołem Torpeda Puchar Rosji. W Torpedzie grał do końca sezonu 1994. W sezonie 1995 grał w innym moskiewskim klubie, Spartaku. W 1996 roku odszedł ze Spartaka do Lokomotiwu Niżny Nowogród. W sezonie 1997 spadł z nim z Priemjer-Ligi do Pierwszej Dywizji. W trakcie sezonu 1997 odszedł do uzbeckiego Navbahoru Namangan. W 1998 roku wrócił do Rosji i został piłkarzem Saturna Ramienskoje. W sezonie 1998 wywalczył z nim awans z Pierwszej Dywizji do Priemjer-Ligi. W 2001 roku zakończył karierę.
| Sezon | Klub                     | Kraj       | Rozgrywki        | Mecze | Gole |
| ----- | ------------------------ | ---------- | ---------------- | ----- | ---- |
| 1984  | CSKA Moskwa              | ZSRR       | Wysszaja Liga    | 22    | 0    |
| 1985  | CSKA Moskwa              | ZSRR       | Pierwaja Liga    | 18    | 0    |
| 1986  | CSKA Moskwa              | ZSRR       | Pierwaja Liga    | 17    | 1    |
| 1987  | CSKA Moskwa              | ZSRR       | Wysszaja Liga    | 22    | 2    |
| 1988  | CSKA Moskwa              | ZSRR       | Pierwaja Liga    | 22    | 1    |
| 1989  | Torpedo Moskwa           | ZSRR       | Wysszaja Liga    | 16    | 1    |
| 1990  | Torpedo Moskwa           | ZSRR       | Wysszaja Liga    | 15    | 1    |
| 1991  | Torpedo Moskwa           | ZSRR       | Wysszaja Liga    | 31    | 1    |
| 1992  | Torpedo Moskwa           | Rosja      | Priemjer-Liga    | 34    | 0    |
| 1993  | Torpedo Moskwa           | Rosja      | Priemjer-Liga    | 38    | 2    |
| 1994  | Torpedo Moskwa           | Rosja      | Priemjer-Liga    | 31    | 8    |
| 1995  | Spartak Moskwa           | Rosja      | Priemjer-Liga    | 19    | 1    |
| 1996  | Lokomotiw Niżny Nowogród | Rosja      | Priemjer-Liga    | 34    | 2    |
| 1997  | Lokomotiw Niżny Nowogród | Rosja      | Priemjer-Liga    | 13    | 1    |
| 1997  | Navbahor Namangan        | Uzbekistan | Oʻzbekiston PFL  | 27    | 0    |
| 1998  | Saturn Ramienskoje       | Rosja      | Pierwyj diwizion | 44    | 1    |
| 1999  | Saturn Ramienskoje       | Rosja      | Priemjer-Liga    | 27    | 0    |
| 2000  | Saturn Ramienskoje       | Rosja      | Priemjer-Liga    | 31    | 1    |
| 2001  | Saturn Ramienskoje       | Rosja      | Priemjer-Liga    | 3     | 0    |

## Kariera reprezentacyjna
W reprezentacji Rosji Afanasjew zadebiutował 13 lutego 1993 roku w wygranym 1:0 towarzyskim meczu ze Stanami Zjednoczonymi, rozegranym w Orlando. Od 1993 do 1995 roku rozegrał w kadrze narodowej 4 mecze.